# Памятник Николаю Святоше
Па́мятник Николаю Свято́ше в Киеве — монумент в честь святого преподобного Печерского чудотворца, князя Святослава-Панкратия Давыдовича Черниговского (Николая Святоши), от имени которого происходит название Святошино. Установлен неподалёку от здания Святошинского райсовета и госадминистрации 17 февраля 2006 года. Скульптор Евгений Деревянко.

## Галерея

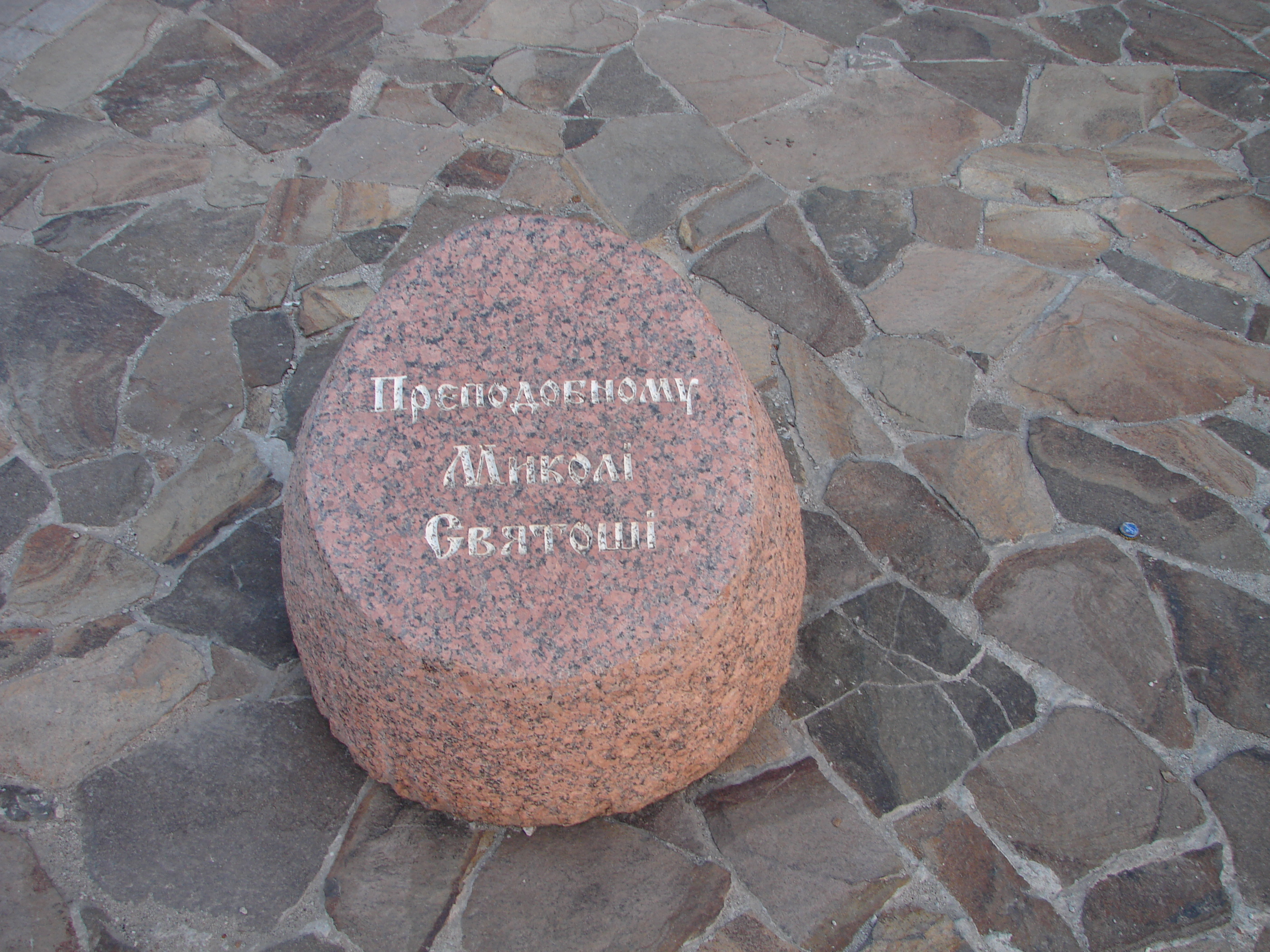
Камень с именем святого